# Massimo Introvigne
Massimo Introvigne (ur. 14 czerwca 1955 w Rzymie) – włoski socjolog. Jest założycielem i kierownikiem Ośrodka Badań Nowych Religii (CESNUR), międzynarodowej sieci naukowców. 
Jest autorem ponad 70 książek na temat socjologii religii i  ponad 100 artykułów z tego zakresu. Jest głównym autorem „Enciclopedia delle religioni in Italia” („Encyklopedii religii we Włoszech”). Jest członkiem rady redakcyjnej „Interdisciplinary Journal of Research on Religion”, „Bitter Winter” oraz zarządu Nova Religio University of California Press. Od 5 stycznia do 31 grudnia 2011 roku pełnił funkcję „przedstawiciela ds. zwalczania rasizmu, ksenofobii i dyskryminacji, ze szczególnym uwzględnieniem dyskryminacji chrześcijan i wyznawców innych religii” w Organizacji Bezpieczeństwa i Współpracy w Europie (OBWE).
W czerwcu 2012 został mianowany przez włoskiego Ministra Spraw Zagranicznych na kierownika nowo powstałego Obserwatorium Wolności Religijnej, stworzonego przez Ministerstwo dla monitorowania tego zjawiska na całym świecie.

## Książki
- The Unification Church (Studies in Contemporary Religions, 2), Signature Books (September 1, 2000) ISBN 1-56085-145-7
- Osho Rajneesh: Studies in Contemporary Religion (Studies in Contemporary Religions, 4), Signature Books (August 1, 2002), ISBN 1-56085-156-2 (by Judith M. Fox, with Massimo Introvigne as the Series Editor)
- Les Mormons, Brepols (December 30, 1996), ISBN 2-503-50063-3
- I nuovi movimenti religiosi: Sètte cristiane e nuovi culti, Editrice Elle Di Ci (1990), ISBN 88-01-14260-9
- Il ritorno dello gnosticismo (Nuove spiritualità) , SugarCo (1993), ISBN 88-7198-216-9
- I nuovi culti: Dagli Hare Krishna alla Scientologia (Uomini e religioni), Mondadori; 1. ed. Oscar Uomini e religioni edition (1990), ISBN 88-04-34057-6
- Il satanismo (Collana religioni e movimenti), Elle Di Ci (1997), ISBN 88-01-00799-X